# Forsvarets spesialkommando
Pour les articles homonymes, voir FSK.
Le Forsvarets spesialkommando (FSK) est une unité des forces spéciales norvégiennes qui fut créée en 1982 en raison d'un risque terroriste accru contre les intérêts du pays et visant principalement les plates-formes pétrolières en mer du Nord. C'est d'ailleurs l'une des seules unités au monde capable d'être parachutée directement sur une plate-forme pétrolière. Le FSK travaille en collaboration avec le Hærens Jeger Kommando (HJK) car ils sont implantés sur la même base, ils disposent de compagnies de soutien et de logistique communes et du même commandement opérationnel, le FSK/HJK. Le HJK a toutefois une vocation plus aéroportée et il est plus orienté vers le renseignement.

## Histoire

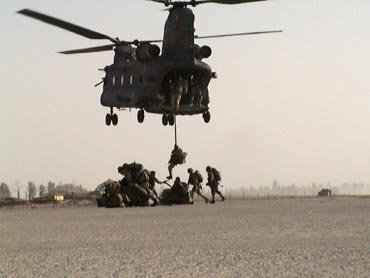
Le FSK en action lors de l’Opération Anaconda, en Afghanistan

### Sur le territoire
L'existence du FSK fut révélée dans les médias en septembre 1993 lors d'un détournement d'avion à l'aéroport d'Oslo-Gardermoen.

### À l'étranger

#### Kosovo
Le FSK/HJK et l'Armée de libération du Kosovo (UCK) ont collaboré de différentes manières pendant la guerre du Kosovo. Le FSK/HJK a été la première unité des forces spéciales à entrer dans Pristina. La mission du HJK était d'uniformiser les règles de négociation entre les parties belligérantes, pour mettre en œuvre l'accord de paix entre les Serbes et les Albanais du Kosovo.

#### Afghanistan
Le FSK aide les forces spéciales américaines durant l'Opération Enduring Freedom en Afghanistan. Le FSK a aussi coopéré avec les Special Air Service (SAS) britanniques, la Delta Force et la DEVGRU (Seal Team 6) américaines ainsi que le KSK allemand.

## Organisation
En 2003, l'unité a revendiqué être composée d'environ 100 commandos.
En mars 2013, il a été décidé la création d'une unité composée uniquement de spécialistes militaires féminins sous le nom de code Tundra. Le premier entraînement cette formation appelé Jegertroppen (en) (troupe de chasseurs) a lieu en juin 2014, celle-ci est opérationnelle depuis début 2017 et destiné notamment dans des missions de reconnaissance, observation ou contact avec les populations. À cette date, avec cette formation, la Norvège est le seul pays au monde qui lors d’opérations de combat peut mettre en œuvre une unité qui se compose exclusivement de femmes.
317 jeunes femmes se sont portées volontaires, dans le cadre du service militaire obligatoire, 88 d’entre elles ont franchi le barrage de la présélection. Au terme d’un cours de près d’un an, treize femmes ont pu intégrer les Jegertroppen. Elles devraient être engagées en Afghanistan.

## Rôle

### En temps de paix
En temps de paix, le FSK soutient les forces de police norvégienne et celle des pays alliés, agissant à la demande de la police norvégienne ou du ministère de la Justice et de la Sécurité publique dans des incidents graves comme des prises d'otages ou des détournements d'avion. Au cours des opérations antiterroristes, les commandos sont formés pour tuer leurs adversaires et non les arrêter.

### En temps de guerre
En temps de guerre, leurs tâches sont principalement :
- de recueillir des renseignements
- de localiser et identifier l’équipement et les activités de l'ennemi
- de mener des opérations offensives contre des cibles très importantes
- d'apporter un soutien à des missions de sauvetage impliquant des personnels importants
- d'assurer la protection de personnel et d'infrastructures.

## Sélection
Des soldats de n'importe quelle branche de l'armée norvégienne peuvent être sélectionnés pour rejoindre les FSK. Les conscrits ne peuvent pas participer à la sélection des FSK.

Auparavant, le FSK acceptait seulement les candidats qui avaient servi dans le Marinejegerkommandoen ou dans le HJK.

## Entraînement

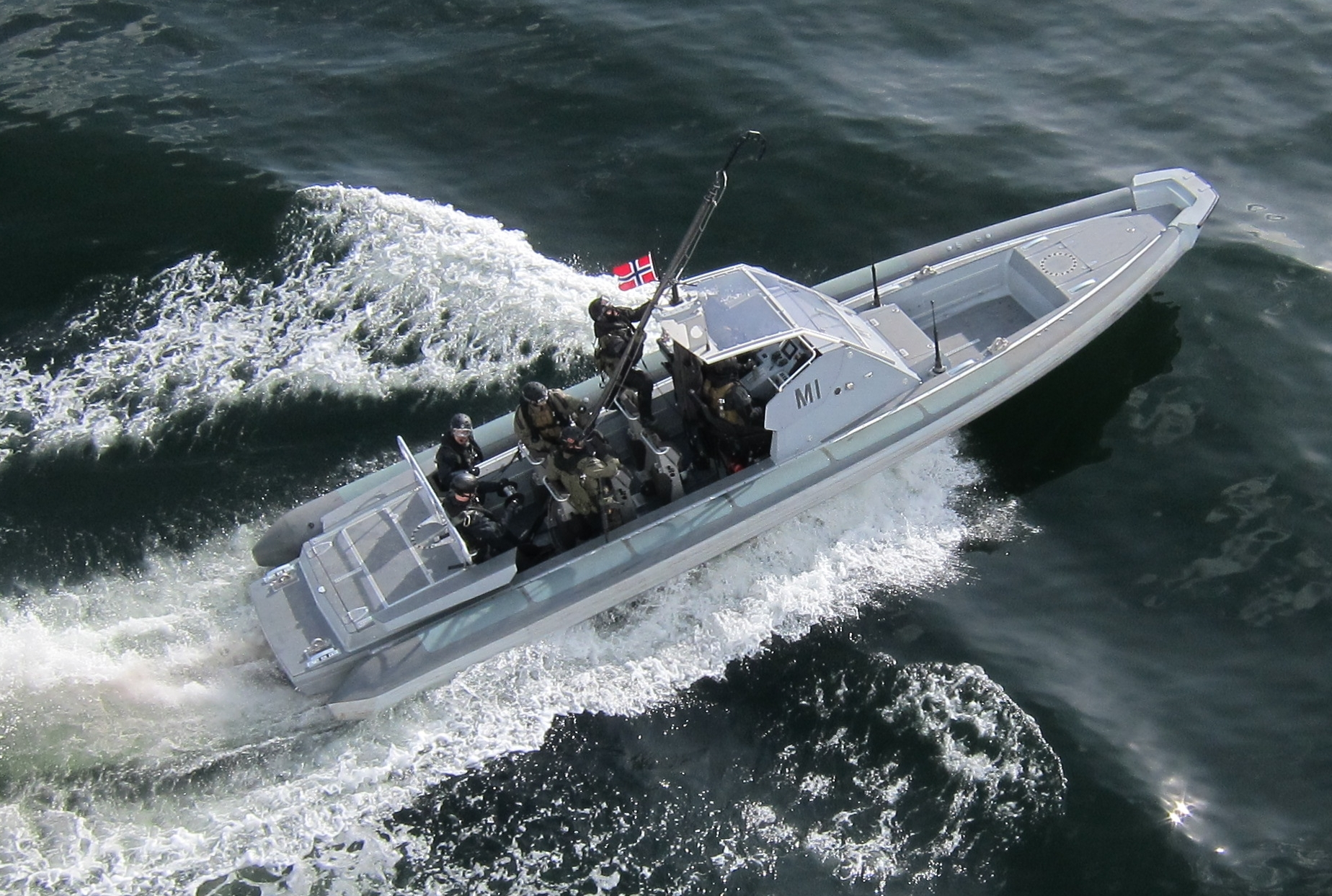
Le FSK durant un entraînement dans le Oslofjord

Le FSK s'entraînerait à être parachuté, depuis des hélicoptères, directement sur les plates-formes pétrolières. Cette mission est même considérée par les SAS britanniques comme une mission suicide.

## Manquement à la sécurité
Durant un entraînement, un ancien commando des États-Unis (Kevin Thilgman), est décédé en 2010, lorsque leur bateau a chaviré à une vitesse supérieur à 50 nœuds. Un certain nombre de procédures n’avait pas été respectées : le « nouveau » bateau n'avait pas été testé.

## Anciens commandants
- Général Harald Sunde (en), commandant de[4] Hærens Jegerkommando (en) (1992–1996)[5]

Il était lieutenant-colonel durant cette période.

## Équipements

### Armes
Les armes principalement utilisés par les commandos du FSK :

#### Fusil d'assaut
- Colt Canada C8SFW - 5,56 mm Otan
- Heckler & Koch HK416 - 5,56 mm Otan
- Heckler & Koch HK417 - 7,62 mm Otan

#### Pistolet mitrailleur
- Heckler & Koch MP5 - 9 mm Parabellum

#### Mitrailleuse légère
- FN Minimi Para - 5,56 mm Otan/7,62 mm Otan

#### Mitrailleuse
- Browning M2 - 12,7 mm Otan

#### Fusil de précision
- Heckler & Koch MSG90 - 7,62 mm Otan
- Accuracy International L115A1 - .338 Lapua Magnum
- Barrett M82A1 - 12,7 mm Otan

#### Fusil à pompe
- Benelli M1 - Chevrotine

#### Pistolet
- Heckler & Koch USP Tactique - .45 ACP

#### Lance grenade
- Heckler & Koch AG-C/GLM (sur le C8SFW) - Grenade de 40 mm
- Heckler & Koch M320 (sur le H416) - Grenade de 40 mm

#### Anti-char
- M72 LAW - Roquette de 66 mm
- Carl Gustav M2 - Roquette de 84 mm

### Véhicules
- Mercedes-Benz Classe G

Véhicule blindé muni de trois mitrailleuses (2 MG3 et 1 GMG). Il a été développé en 2002 mais il dispose d'une version modernisée. Il a été utilisé durant l'Opération Anaconda car ce 4x4 est très spacieux et peut donc transporter beaucoup d'équipements.

## Soldats
- Bjørn Sagvolden[6],[7],[8]

## Dans la fiction
Dans le jeu vidéo Medal of Honor: Warfighter, le FSK représente la Norvège.